# Iglesia de San Sebastián (Caleruega)
La iglesia de San Sebastián es la parroquia de Caleruega, Burgos (España). Construida entre los siglos XI y XII, pertenece al estilo románico propio de Castilla.

## Exterior

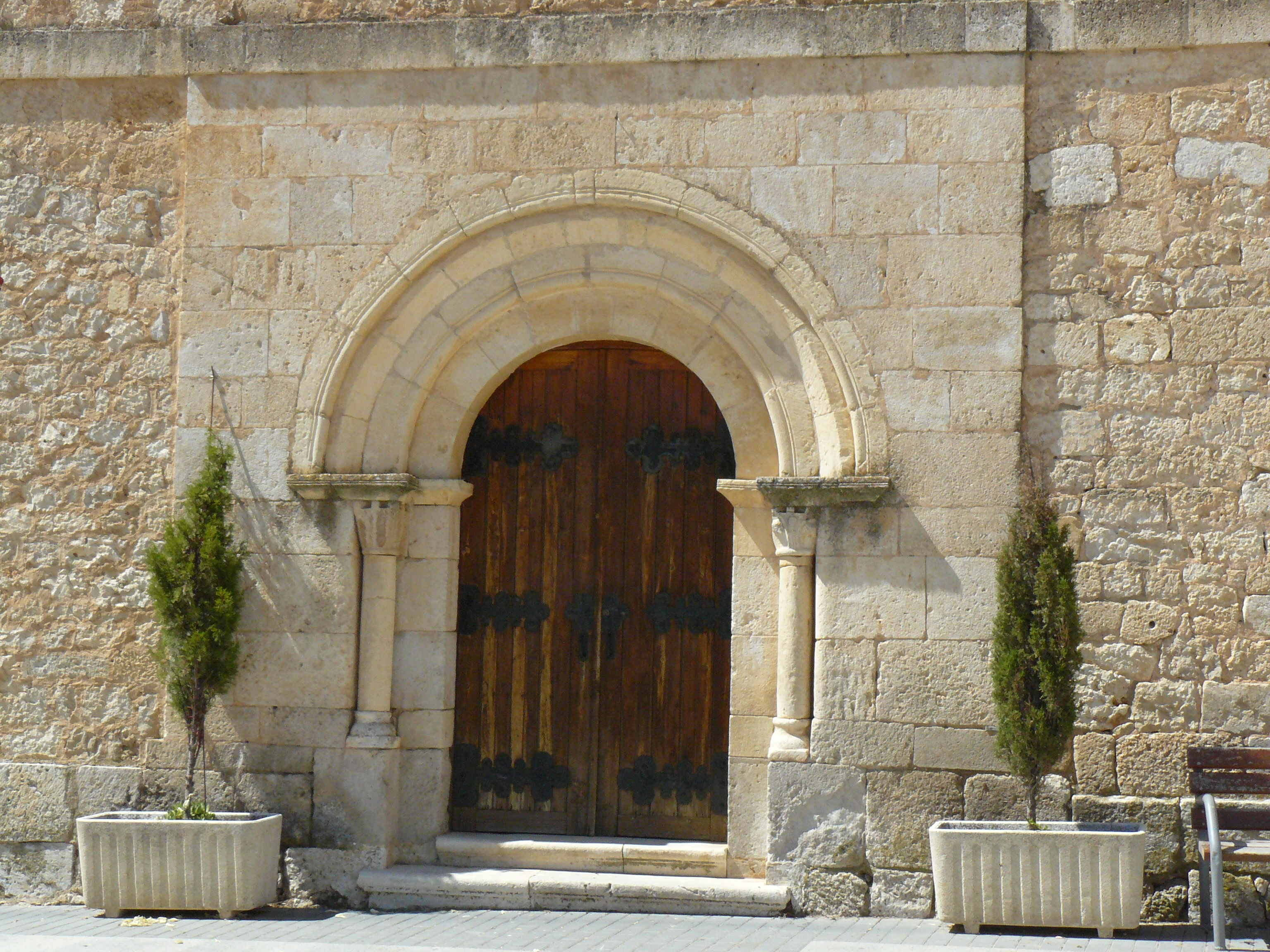
Puerta de entrada al templo.

Del templo original tan sólo se conserva la puerta de entrada, la torre del campanario y una ventana biforia. No obstante cabe destacar que la torre del campanario es anterior a la nave eclesiástica. En esta se conservan cinco campanas, datando la más antigua de 1789.
En la entrada se pueden observar dos columnas pero con diferentes capiteles. Alrededor de la torre del campanario existen canecillos que muestran cabezas de bueyes, cabras y otros animales, algunos en mal estado de conservación.
En la fachada sur existía una Galería porticada de cinco arcos, dos de ellos ciegos, formando la cripta de la Beata Juana, madre de Santo Domingo, nacido en esta villa y bautizado en esta parroquia. 

### Planta

Aprox. a la planta de la Iglesia.
Marcas de cantería.

Leyenda de la imagen
1. Pórtico Sur; entrada al templo.
2. Nave.
3. Presbiterio.
4. Altar Mayor y Ábside.
5. Torre-campanario.
6. Sacristía y baptisterio.
7. Marcas de cantería.

### Marcas de cantería
Se ha identificado una única marca, situada en el exterior del templo a la izda. del Pórtico Sur.

Catálogo de tipos de marcas de cantería en la Iglesia de San Sebastián. Ver Planta.

| Ubicación   | Ubicación    | Tipo   | Tipo     | Tipo       | Tipo        | Tipo  |
| Zona        | Total signos | Normal | Especial | Ideogramas | Inscripción | Otros |
| ----------- | ------------ | ------ | -------- | ---------- | ----------- | ----- |
| Fachada sur | 1            | 1      |          |            |             |       |

## Interior
Se aprecia un presbiterio (3) separado de la nave central (2) por una escalinata. Posee una cornisa de dados en todo su perímetro. Al final de la nave, en la parte trasera, existe un coro en alto para acompañar las liturgias más solemnes.
Enfrente de la puerta de acceso está el baptisterio presidido por una gran fotografía del Beato Vicente Peña, nacido también en Caleruega, y dentro hay una gran pila bautismal que no es la original en la que se bautizó a Santo Domingo, pues se encuentra en el Monasterio de Santo Domingo el Real, en Madrid, donde actualmente se bautizan a los miembros de la familia real española. Está allí desde 1605 que fue trasladado por orden del rey Felipe III para bautizar a su hijo, el que fuera Felipe IV. En el techo del baptisterio hay una estrella en referencia al milagro que allí acaeció durante el bautismo de Sto. Domingo, y es que se le apareció sobre su frente un astro luminoso.
También destaca una lápida en la pared en la que se recuerda que en esta villa nació Raimundo Martín, obispo de Verapaz.

### Tallas
Al dirigir la mirada hacia el presbiterio, se divisa un calvario colgante que, detrás, en la pared, le acompañan la Virgen de las Candelas —procedente de una antigua ermita— y San Sebastián, patrón del municipio y santo al que está dedicado el templo. En cada extremo de la escalinata que sube al altar mayor aparecen dos dominicos, por un lado San Martín de Porres y por otro Santo Domingo de Guzmán.
En la nave existen varias tallas, como la de San Isidro Labrador, el cual es sacado en procesión el día de su onomástica para que bendiga los campos caleroganos, o la de San José con el Niño Jesús. También, junto a la puerta de la Parroquia, se encuentra la antigua entrada a la desaparecida capilla de la Beata Juana de Aza. Hoy en día está tapiada y en el hueco se sitúa una figura de ésta. También, a lo largo de todo el templo, hay cuadros de madera que recuerdan las catorce estaciones del viacrucis.
Finalmente, en el baptisterio, nuevamente, hay otra talla de Santo Domingo de Guzmán, por ser el lugar exacto donde fue bautizado, así como algún pendón y una réplica de una de las pinturas del retablo de la iglesia de Santo Domingo de Guzmán donde aparece este siendo bautizado. También un par de ángeles.

### Iluminación
La iluminación del templo está resuelta mediante:
- Fachada Norte: 4 vanos rectangulares y 1 aspillado.
- Fachada Sur: 2 ventanas en arco de medio punto.
- Fachada Este: 2 vanos aspillado.
- Fachada Oeste: 1 vano rectangular.

## Modificaciones
El templo se restauró en el siglo XX. Se eliminó la Galería pórticada, debido a su mal estado de conservación.

Actualmente el ábside (número 4 del plano) se muestra totalmente revestido.